# Eunice metatropos
Eunice metatropos är en ringmaskart som beskrevs av Sylvanus Charles Thorp Hanley 1986. Eunice metatropos ingår i släktet Eunice och familjen Eunicidae. Inga underarter finns listade i Catalogue of Life.